# 電磁場
電磁場（でんじば, 英語: electromagnetic field, EMF）、あるいは電磁界（でんじかい）は、電場（電界）と磁場（磁界）の総称。
電場と磁場は時間的に変化しないような静的な場合を除いて必ず同時に存在し、マクスウェル方程式で関連づけられる。電場、磁場が時間的に一定で 0 でない場合、それぞれは分離され、静電場、静磁場として別々に扱われる。
電磁場の変動が波動として空間中を伝播するとき、これを電磁波という。

## 概念
電磁場という用語を単なる概念として用いる場合と、物理量として用いる場合がある。
概念として用いる場合は、電場の強度と電束密度、あるいは磁場の強度と磁束密度を明確に区別せずに用いるが、物理量として用いる場合は電場の強度と磁束密度の組であることが多い。
また、これらの物理量は電磁ポテンシャルによっても記述され、ラグランジュ形式などで扱う場合は電磁ポテンシャルが基本的な物理量として扱われる。このような場合には電磁ポテンシャルを指して電磁場という事もある。CGS単位系では電場と磁場は同一の物理次元を持つが、MKSA単位系では {\displaystyle [E]=c[B]} となっている ({\displaystyle c} は光速)。
電磁場のふるまいは、マクスウェルの方程式、あるいは量子電磁力学 (QED) によって記述される。マクスウェルの方程式を解いて、電磁場のふるまいについて解析することを電磁場解析と言う。

## 電場と磁場の関係
電場と磁場はローレンツ変換により互いに移り合う。座標系 O で電場 {\displaystyle \mathbf {E} }, 磁場（磁束密度） {\displaystyle \mathbf {B} } が存在するとき、x軸方向に速度 v で運動する座標系 O' では次の電磁場 {\displaystyle \mathbf {E} '}, {\displaystyle \mathbf {B} '} として観測される。
{\displaystyle E'_{x}=E_{x},\ \ E'_{y}={\frac {E_{y}-vB_{z}}{\sqrt {1-v^{2}/c^{2}}}},\ \ E'_{z}={\frac {E_{z}+vB_{y}}{\sqrt {1-v^{2}/c^{2}}}}}
{\displaystyle B'_{x}=B_{x},\ \ B'_{y}={\frac {B_{y}+vc^{-2}E_{z}}{\sqrt {1-v^{2}/c^{2}}}},\ \ B'_{z}={\frac {B_{z}-vc^{-2}E_{y}}{\sqrt {1-v^{2}/c^{2}}}}}
特に {\displaystyle v/c\ll 1} のとき、これらの等式は次の公式に帰着される。
{\displaystyle \mathbf {E} '=\mathbf {E} -\mathbf {B} \times \mathbf {v} ,\ \ \mathbf {B} '=\mathbf {B} +{\frac {1}{c^{2}}}\mathbf {E} \times \mathbf {v} }
また、{\displaystyle \mathbf {E} ^{2}-c^{2}\mathbf {B} ^{2}} と {\displaystyle \mathbf {E} \cdot \mathbf {B} } というふたつのスカラー量はローレンツ不変である。なお電場と磁場は電磁テンソルという単一の反対称テンソルとして統一的に扱うことができる。

## 電磁場のエネルギーと運動量
電磁場はそれ自体エネルギーと運動量を担い、その密度 (エネルギー密度 {\displaystyle u} と運動量密度 {\displaystyle \mathbf {p} }) は次式で与えられる。
{\displaystyle u={\frac {\varepsilon _{0}}{2}}\mathbf {E} ^{2}+{\frac {1}{2\mu _{0}}}\mathbf {B} ^{2}}
{\displaystyle \mathbf {p} =c^{2}\mathbf {S} ,\ \ \mathbf {S} ={\frac {1}{\mu _{0}}}\mathbf {E} \times \mathbf {B} }
ここに {\displaystyle \mathbf {S} } はポインティング・ベクトルである。その保存則として次の連続の式が成り立つ。
{\displaystyle {\frac {\partial u}{\partial t}}+\nabla \cdot \mathbf {S} =0,\ \ {\frac {\partial \mathbf {p} }{\partial t}}+\nabla \cdot \sigma =0}
従ってポインティングベクトルは電磁場の運動量密度を表すと同時に、電磁場のエネルギー流速密度をも表している。また {\displaystyle \sigma } はマクスウェルの応力テンソルである。
{\displaystyle \sigma _{ij}=\varepsilon _{0}\left(-E_{i}E_{j}+{\frac {1}{2}}\delta _{ij}\mathbf {E} ^{2}\right)+{\frac {1}{\mu _{0}}}\left(-B_{i}B_{j}+{\frac {1}{2}}\delta _{ij}\mathbf {B} ^{2}\right)}